# Distanzscheibe
Distanzscheiben sind Scheiben mit Bohrung (Ringe) zum Einsatz im Maschinenbau.
Sie dienen zum Einstellen definierter Abstände bzw. zum Toleranzausgleich zwischen verschiedenen Bauteilen. Dies können etwa Getriebeteile oder Elemente auf einer Welle wie Lager und Zahnräder sein. 
Üblicherweise wird der verbleibende Spalt mit Endmaßen oder Fühlerblattlehren ausgefüllt und die Distanzscheibe daraufhin maßlich nachgearbeitet.
Alternativ werden Ringe aus Schichtblech verwendet, bei denen zeit- und kostenintensive maschinelle Anpassarbeit entfällt.
Ein weiteres Einsatzgebiet ist das Fahrzeugtuning, wobei Distanzscheiben zur Spurverbreiterung zwischen Felge und Fahrzeug montiert werden.
Genormte Distanzscheiben werden Passscheiben genannt.
Unterlegscheiben sehen genauso aus, haben aber eine andere Funktion.